# Ranbir Singh Suri
Pour les articles homonymes, voir Suri (homonymie).
 (janvier 2021).
Ranbir Singh Suri, baron Suri (né le 10 février 1935) est un pair conservateur à la Chambre des lords du Royaume-Uni, nommé en 2014.

## Biographie
C'est un homme d'affaires et ancien secrétaire général du Board of British Sikhs. Il est nommé pair à vie le 15 septembre 2014, en tant que baron Suri, d'Ealing dans le Borough londonien d'Ealing.
Suri a fait don de 300 000 £ au Parti conservateur entre 2004 et 2014 ce qui a suscité des critiques de l'opposition travailliste sur son élévation à la pairie.